# Сенченко, Татьяна Васильевна
Татьяна Васильевна Сенченко (род. 10 сентября 1952, Борисово, Башкирская АССР) — советский и российский тренер по лёгкой атлетике. Заслуженный тренер России (2001). Почётный гражданин Белорецкого района и города Белорецк (2013).

## Биография
Татьяна Васильевна Сенченко родилась 10 сентября 1952 года в селе Борисово Абзелиловского района Башкирской АССР. Окончила Стерлитамакский техникум физической культуры.
С 1975 года она живёт и работает в Белорецке. С 1975 по 1977 год работала тренером по лыжным гонкам в ДЮСШ Белорецкого металлургического комбината ДСО «Труд». С 1977 по 1985 год была преподавателем физвоспитания в медицинском училище. С 1985 по 1987 год работала учителем физкультуры в средней школе № 14. С 1987 по 1990 год была тренером в ДЮСШ Башоблсовета ФСО профсоюзов. С 1990 по 2010 год работала тренером-преподавателем по лёгкой атлетике в ДЮСШ № 1.
С 2010 года является старшим тренером по лёгкой атлетике ДЮСШ № 3.
Неоднократно входила в список лучших тренеров региона.
За время работы в должности тренера-преподавателя Татьяна Васильевна подготовила 1 заслуженного мастера спорта, 6 мастеров спорта международного класса, 11 мастеров спорта России. Наиболее высоких результатов среди её воспитанников добились:
- Галина Богомолова — победительница Римского марафона 2008 года, рекордсменка России в беге на 25 и 30 км по шоссе и марафоне[2],
- Лилия Шобухова — серебряный призёр чемпионатов мира и Европы 2006 года[3][4][5],
- Егор Николаев — трёхкратный победитель командных чемпионатов Европы (2011, 2013, 2015), шестикратный чемпион России (2010, 2012, 2013, 2014, 2017), четырёхкратный чемпион России в помещении (2012, 2013, 2015),
- Гульшат Фазлитдинова — чемпионка Европы среди молодёжи 2013 года, трёхкратная чемпионка России (2013, 2015)[6],
- Алёна Самохвалова — чемпионка России по полумарафону 2011 года, двукратная чемпионка России по кроссу (2005, 2009),
- Валентина Лёвушкина — серебряный призёр чемпионата Европы среди молодёжи 2003 года,
- Олег Марусин — чемпион России 2009 года.

### Семья
Замужем за Евгением Гавриловичем Сенченко, заслуженным тренером России по лёгкой атлетике.

## Награды и звания
- Отличник образования Республики Башкортостан (1996).
- Почётный знак «За заслуги в развитии физической культуры и спорта в Российской Федерации» (1999).
- Почётное звание «Заслуженный работник физической культуры и спорта Республики Башкортостан» (2000)[8].
- Почётное звание «Заслуженный тренер России» (2001).
- Почётная грамота Республики Башкортостан (2013).
- Почётный гражданин Белорецкого района и города Белорецк (2013)[9][10][11].